# Duro Ladipo
Durodola Durosomo Duroorike Timothy Adisa Ladipo (18 de dezembro de 1926 - 11 de março de 1978), mais conhecido como Duro Ladipo, foi um dos dramaturgos iorubás mais conhecidos e aclamados pela crítica que emergiu da África pós-colonial. Escrevendo exclusivamente na língua iorubá, ele cativou o espírito simbólico das mitologias iorubás em suas peças, que posteriormente foram adaptadas para outras mídias como fotografia, televisão e cinema. Sua peça mais famosa, Ọba kò so (O rei não pendurou), uma dramatização da história iorubá tradicional de como Ṣango se tornou o orixá do trovão, recebeu aclamação internacional no primeiro Commonwealth Arts Festival em 1965 e em uma turnê pela Europa, onde um crítico berlinense, Ulli Beier, comparou Ladipọ a Karajan. Ladipo geralmente atuava em suas próprias peças.

## Biografia
Durodola Durosomo (ou Durosinmi) Duroorike Timothy Adisa Ladipo nasceu em 18 de dezembro de 1926 filho de Joseph Oni Ladipo e Dorcas Towobola Ajike Ladipo. Muitas fontes afirmam que ele nasceu em 1931, mas isso provavelmente foi declarado erroneamente. Como Ladipo nasceu depois que nove dos filhos de seus pais morreram antes de um ano de idade, acreditava-se que Ladipo era um abiku. Abiku, que significa nascido para morrer, é um conceito iorubá em que existem espíritos que possuem os corpos de vários filhos de um dos pais e existem para causar dor e tristeza a ele ou ela. A única maneira de resolver isso era envolvendo-se em intensos rituais espirituais feitos para prender a criança a este mundo ou convencer o espírito maligno de que sua morte não traria tristeza. É por isso que algumas crianças podem ser vistas com nomes nada afetuosos. Ladipo sendo considerado um abiku pode ser visto por seus muitos nomes começando com dúró, uma palavra iorubá que significa ficar, esperar ou permanecer. Seu nome Dúródọlá significa "esperar pela riqueza", tentando convencê-lo a ficar e aproveitar a vida, Dúróṣọmọ́ significa "ficar para ser nosso filho", outra variação, Dúrósinmí significa "ficar para me enterrar" e Dúróoríkẹ́ significa "ficar para ver como muito nós cuidaremos de você."
Apesar do fato de Joseph e Dorcas Ladipo serem cristãos anglicanos devotos que rejeitavam as crenças de seus pais, eles ficaram tão preocupados com a aparente posse de abiku que, para Ladipo, eles procuraram um sacerdote tradicional de Ifa, ou Babalawo. Depois que Duro sobreviveu à infância, seus pais tiveram mais cinco filhos, incluindo um casal de gêmeos, que sobreviveram à infância. O bisavô de Ladipo era baterista do gangan e adorador do deus Xangô que escapou da Guerra de Jalumi com a ajuda de Oderinlo, um dos generais de guerra, porque se acreditava ser proibido matar um baterista na guerra. A tradição de tocar bateria e batucar continuou com seu filho, avô de Ladipo. No entanto, o pai de Ladipo, Joseph Oni, recusou-se a seguir os passos de seu ancestral e se converteu ao cristianismo por volta de 1912. Ele se tornou ministro em uma igreja anglicana em Oṣogbo depois disso. Joseph queria que Ladipo seguisse seus passos para ser um pregador, mas Ladipo foi influenciado por seu avô, que também era um devoto adorador de Xangô e Oya, e era bem versado na mitologia iorubá, especialmente aquelas emanadas do Antigo Ọyọ. Ladipo também observou os festivais de Ifa e Egungun em Ila Orangun e Otan Ayegbaju, cidades próximas a Osogbo.

## Carreira
Ladipọ se esforçou e conseguiu se expor aos elementos culturais tradicionais e iorubás, principalmente quando vivia sob o véu de um lar cristão. Ainda jovem, ele escapava do vicariato para assistir aos festivais iorubás. Esse fascínio por sua cultura o levou a pesquisar e experimentar o drama e a escrita teatrais. Depois de deixar Oṣogbo, ele foi para Ibadan, onde se tornou professor. Enquanto estava em Ibadan, ele se tornou um dos membros fundadores de um clube de artistas chamado Mbari Mbayo e foi influenciado por um estudioso alemão chamado Ulli Beier. Mais tarde, ele replicou o clube em Oṣogbo, e tornou-se o principal grupo para promover artistas e dramaturgos iniciantes em Oṣogbo. Ao longo de sua carreira, Duro Ladipọ escreveu dez óperas folclóricas iorubás combinando dança, música, mímica, provérbios, percussão e canções de louvor.
Ladipo iniciou seu grupo de teatro pessoal em 1961, mas se estabeleceu totalmente com a fundação do Mbari Mbayo Club em Oṣogbo. Sua popularidade como líder de um grupo de ópera folclórica se deve a suas três peças: Ọ bamoro em 1962, Ọ ba ko so e Ọ ba Waja em 1964. Ọ ba Waja - "O rei está morto" - é baseado no mesmo evento histórico que inspirou o também dramaturgo nigeriano Wọle Ṣoyinka's Death and the King's Horseman.) Ele também promoveu Mọremi, uma peça sobre a ancestral iorubá de mesmo nome. Mais tarde, transformou Mbari Mbayo em um centro cultural, uma galeria de artes e um ponto de encontro para jovens artistas que buscam desenvolver seus talentos. Duro Ladipọ escreveu várias peças, como Suru Baba Iwa" e "Tanimowo Iku". Algumas de suas peças também foram produzidas para a televisão. Na verdade, ele criou Bode Wasinimi para a Autoridade de Televisão da Nigéria, Ibadan.
Em 1977, Duro Ladipo participou do FESTAC '77, o Segundo Festival Mundial de Arte e Cultura Negra e Africana, em Lagos, Nigéria.

## Vida pessoal
Apesar de sua formação cristã, Ladipo era polígamo e tinha três esposas e cerca de quinze filhos. Em 1964, ele se casou com Abiodun Duro-Ladipo, sua terceira esposa, e ela se tornou membro permanente da trupe. Ela ganhou fama como atriz, assumindo papéis principais em todas as peças encenadas pela companhia. Ele morreu em 11 de março de 1978, aos 51 anos, após uma curta doença. Diz-se que quando ele morreu os céus se abriram e caiu uma chuva repentina com raios e trovões. Isso foi interpretado como um sinal de que Xangô, o deus do trovão e personagem principal de sua obra mais famosa, o acolheu nos céus.